# Sledopyt
Sledopyt (Следопыт) è un film del 1987 diretto da Pavel Grigor'evič Ljubimov.

## Trama
Il film è ambientato durante la guerra di dominio inglese-francese in Nord America. Il film racconta la storia di una giovane ragazza Mabel Dungam, che va al forte inglese e incontra l'ufficiale Jasper e il esploratore lungo la strada.